# 布萊佛美術館
布萊佛美術館位於德州休士頓大學校園內，成立於1973年。該館不設館藏，以展覽當代藝術家的作品為主，主題多元且富挑戰性。該館經常邀請世界各地的藝術家們前來佈展，有時也提供機會給仍是學生的年輕藝術家們在館內展示他們的作品。

## 特色計畫
布萊佛美術館於1988年展開了一項名為UHReach教育計畫，這是一項專為中小學而設計的特殊計畫。該館篩選並訓練休士頓大學與德州南方大學（英语:Texas Southern University）的學生成為館內導覽員，為所屬社區鄰近的18所中小學師生進行導覽。這群受訓學生的導覽方式乃是對話式的，鼓勵觀眾們提出他們的疑問、見解與詮釋。另外，這些導覽員也會去各校進行參觀前的暖身活動或參觀後的討論活動。UHReach計畫如今是全國示範性的多元領航計畫之一。
1998年，布萊佛美術館進一步展開了＜年輕藝術家學徒＞（the Young Artists Apprenticeship Program，YAAP）計畫，提供免費的課後藝文工作坊讓高中生參加。該課後工作坊為期六週，每次會針對一種藝術媒材進行深入的探索創作，例如版畫或是影像攝錄等等。學生們與布萊佛美術館的館員以及休士頓大學藝術系學生一起創作藝術作品、討論目前館內展覽，或是到當地其他美術館及藝廊進行戶外教學。工作坊最後會在館內舉辦一場專題成果展，表現最傑出的前兩名學生將可以獲得大學獎學金。

## 教育
教育是布萊佛美術館的核心任務之一，提供眾多資源供藝術、藝術史以及其他相關領域研究人士使用。透過各種與當代概念相互連結的活動、講座與課程，持續與大眾進行對話交流，亦為不同年齡層與背景之觀眾提供深刻的美感經驗。

## 參觀方式
門票：免費
開放時間：週二～週六，早上10點至下午5點